# 제미니 8호
제미니 8호(영어: Gemini 8)는 미국의 유인 우주 비행 계획인 제미니 계획의 일환으로 발사된 유인 우주선이다. 제미니 우주선으로서는 8번째이며, 1966년 3월 16일에 발사되었다.

## 승무원
- 닐 암스트롱 - 선장
- 데이빗 스콧 - 파일럿

### 백업 승무원
- 찰스 콘라드 - 선장
- 리처드 고든 - 파일럿

## 개요
제미니 8호의 목적은, 달 비행 계획을 위한 기술 개발의 일환으로서 궤도상에서의 랑데부 및 도킹, 그리고 선외 활동(우주 유영)이었다.
제미니 8호의 발사에 앞서 1966년 3월 16일 15:00:03 UTC에 케이프커내버럴 공군 기지 LC-14 발사대에서 아틀라스 로켓으로 아제나 표적기(GATV-5003)가 발사되었다. 제미니 8호의 랑데부 및 도킹의 대상인 이 아제나 표적기는 발사 후 고도 약 300 km, 궤도 주기 90분의 궤도에 진입하였다.

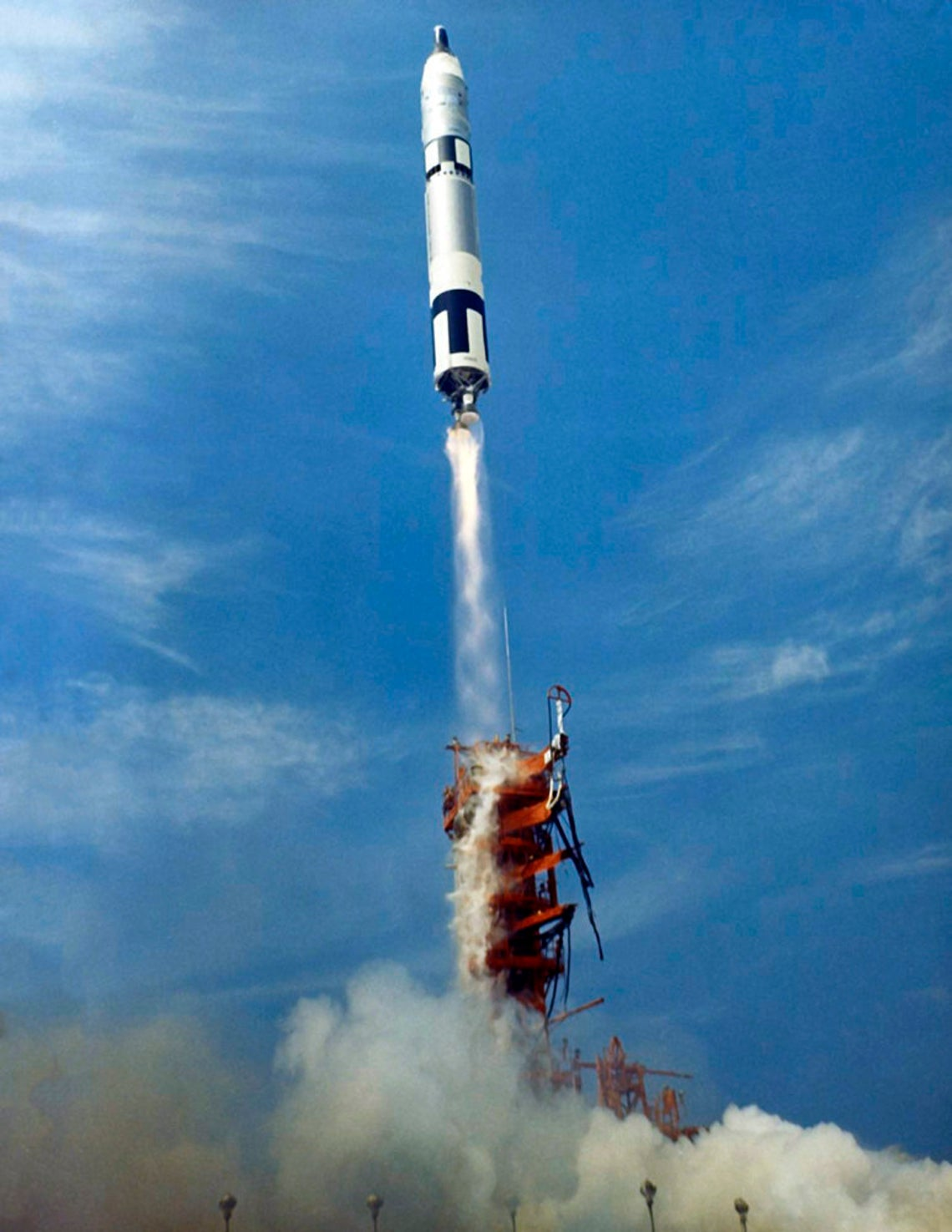
제미니 8호의 발사

제미니 8호는 LC-19 발사대에서 1966년 3월 16일 16:41:02 UTC에 타이탄 II GLV에 의해서 발사되었다. 제미니 8호의 원래 원래 궤도는 근지점 159.9 km, 원지점 271.9 km, 궤도 주기 88.83분의 타원 궤도였다. 제미니 8호는 발사 1시간 34분 후에 궤도 수정을 개시해, 약 6시간에 걸쳐 아제나 표적기 GATV-5003에 접근했다. 제미니 8호는 GATV-5003에 이상이 없는지 확인한 후, 초속 8 cm 의 저속으로 접근을 개시했다. 발사 6시간 33분 후에 제미니 8호는 GATV-5003과의 도킹에 성공하였다. 그러나, 도킹 27분 후에 예기치 못한 스핀이 발생해 제어가 곤란해졌다. 이 때문에 도킹을 해제했지만, 제미니 8호의 자세 제어는 비정상적이었고, 스핀의 회복은 이루어지지 않았다. 이것은 궤도 자세 제어 시스템(OAMS)의 부조에 의한 것이며, 선장 암스트롱은 OAMS의 사용을 정지하고 재진입용 자세제어 엔진을 긴급 조작하는 것으로써 스핀을 제어하는 것에 성공했다.
역분사 엔진을 사용함에 따라, 제미니 8호는 대기권에 긴급 재돌입을 하게 되었다. 우주 유영이나 재도킹 시험은 취소되었다. 제미니 8호는 본래 대서양에 착수할 예정(항공모함 USS 복서가 대기 중이었음)이었지만, 대서양이 아닌 오키나와 제도 동쪽의 태평양 해상을 목표로 착수하게 되었다. 제미니 8호는 1966년 3월 17일 03:22:28 UTC에 오키나와 동쪽 800 km 의 해상에 착수하였다. 제미니 8호는 착수 3시간 후에 대기하고 있던 구축함 USS 레오나드 F. 메이슨(USS Leonard F. Mason, DD-852)에 의해서 회수되었다. 미국 국방성은 제미니 8호를 지원하기 위해 인원 9,655명과 항공기 96기, 함정 16척을 투입하였다.
제미니 8호는 오하이오주 와파코네타의 닐 암스트롱 항공 우주 박물관에 보관 전시되고 있다.

## 갤러리

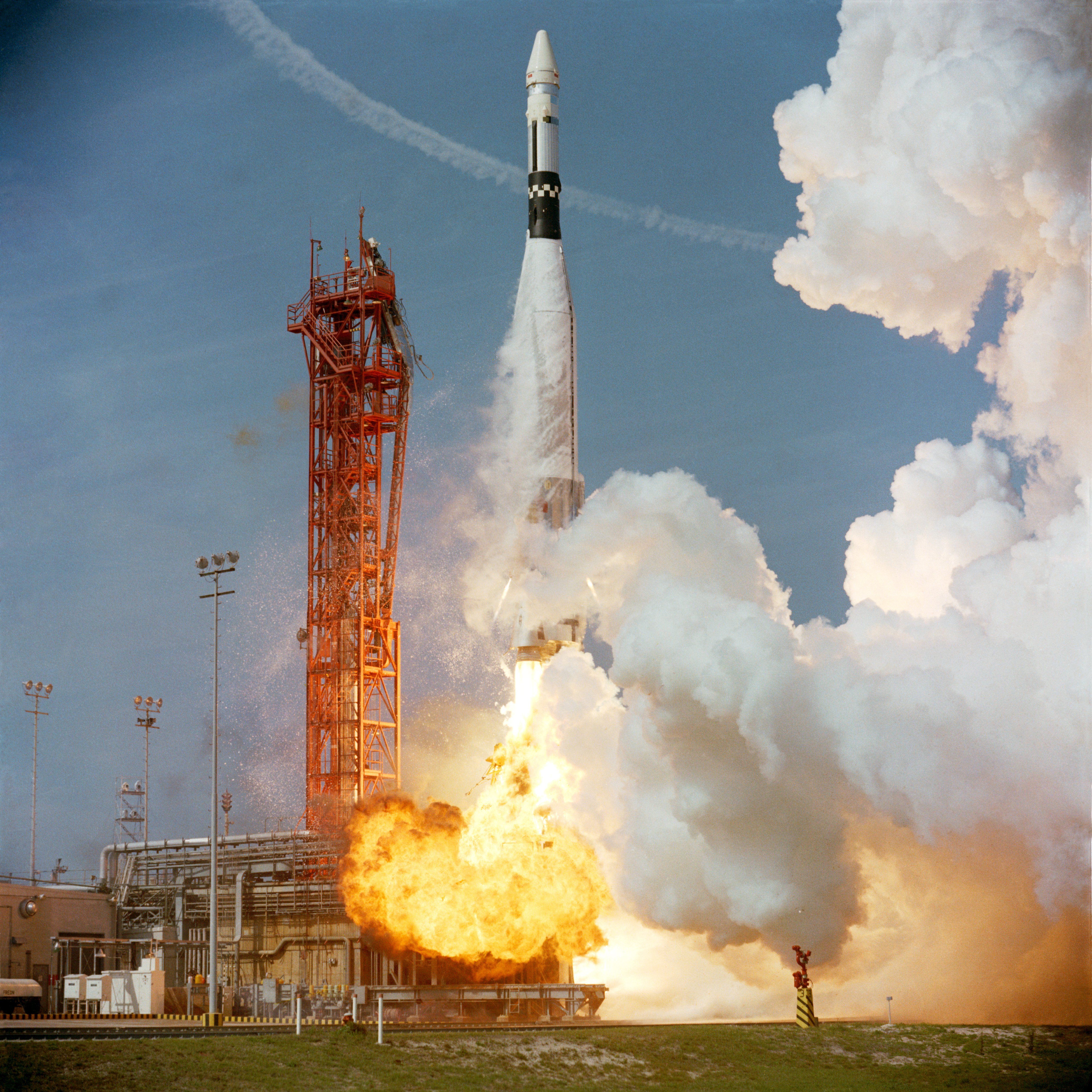
아제나 GATV-5003의 발사
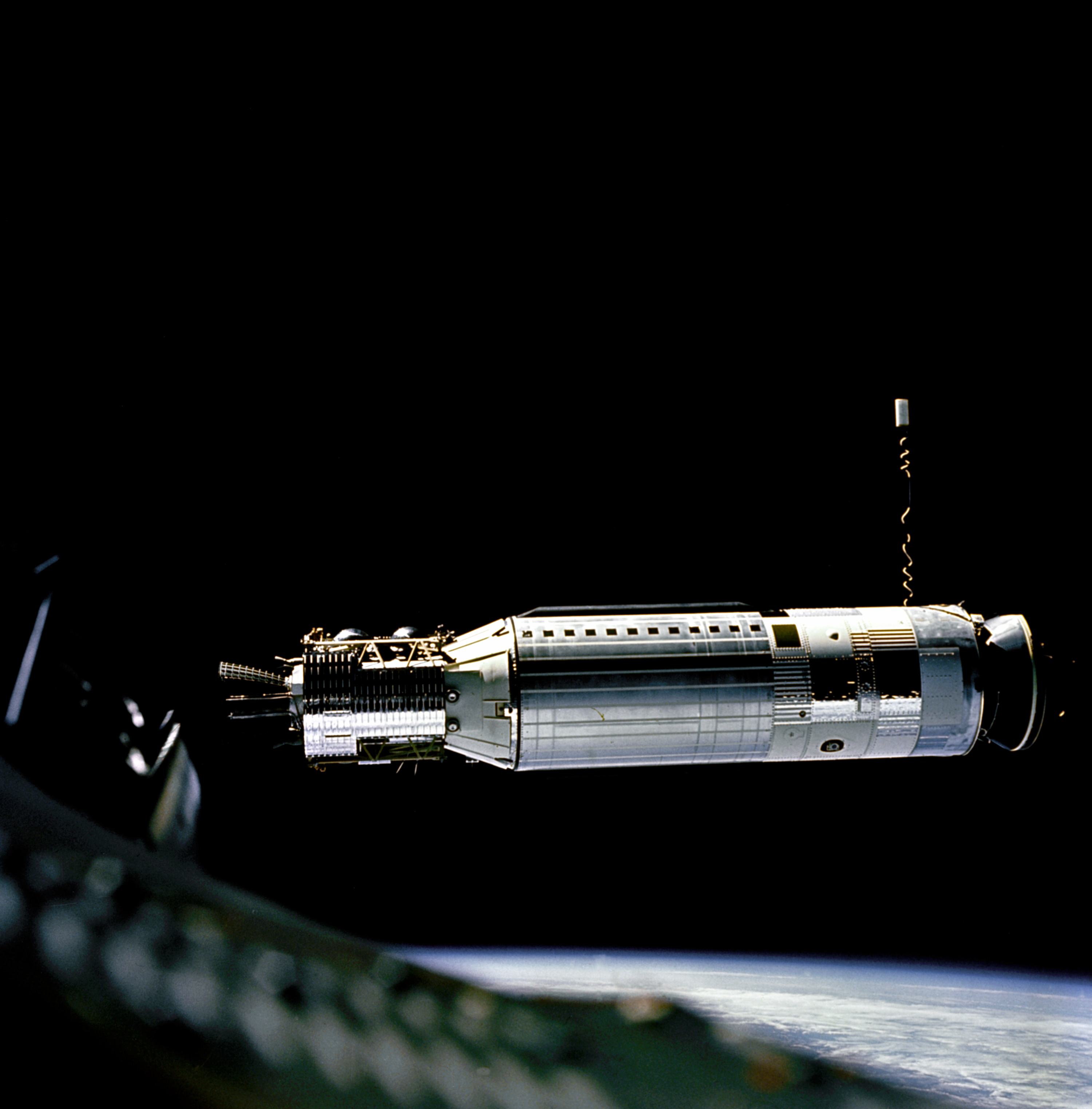
제미니 8호에서 바라본 아제나 표적기
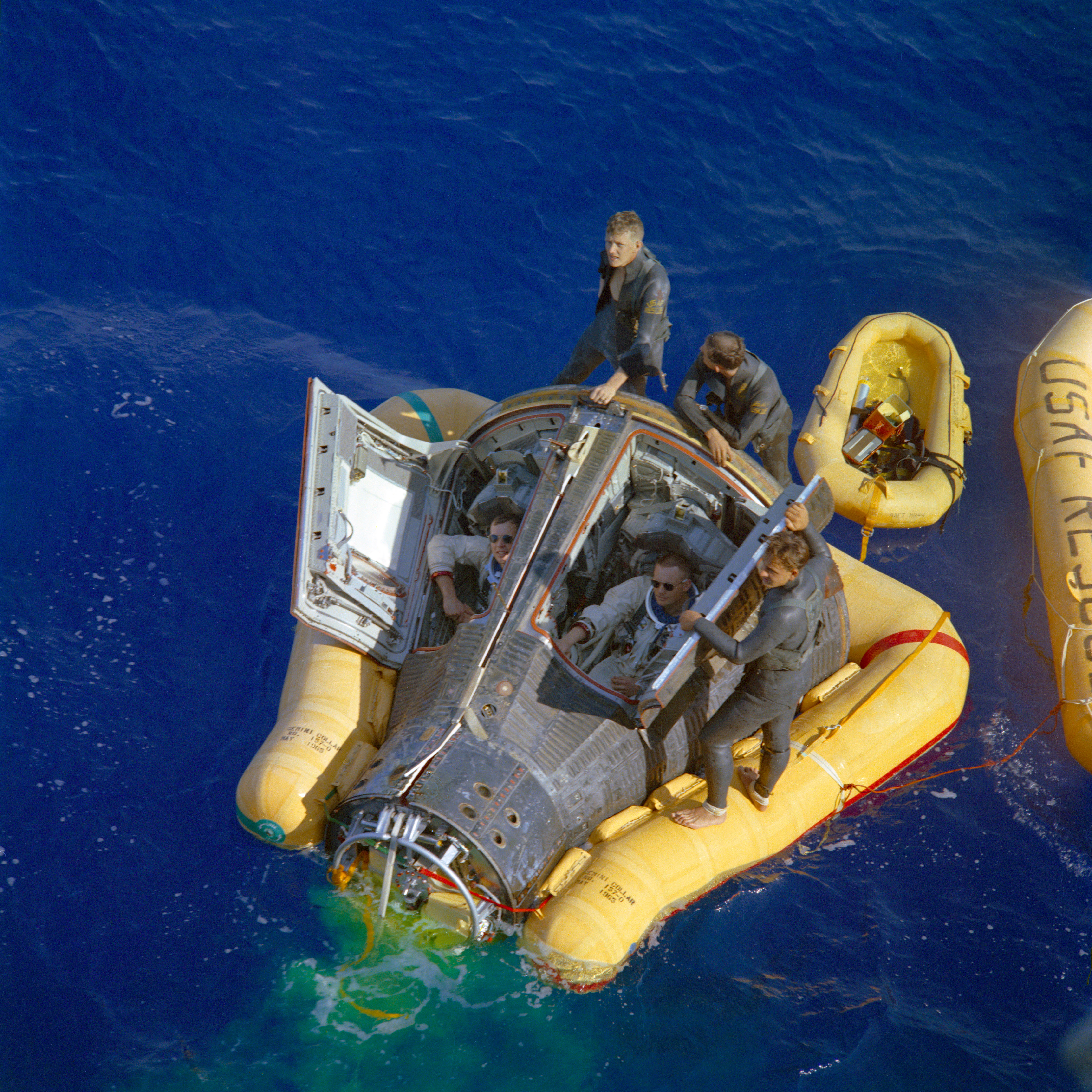
착수 후 구조되는 암스트롱(오른쪽)과 스콧(왼쪽)